# Knots Keller

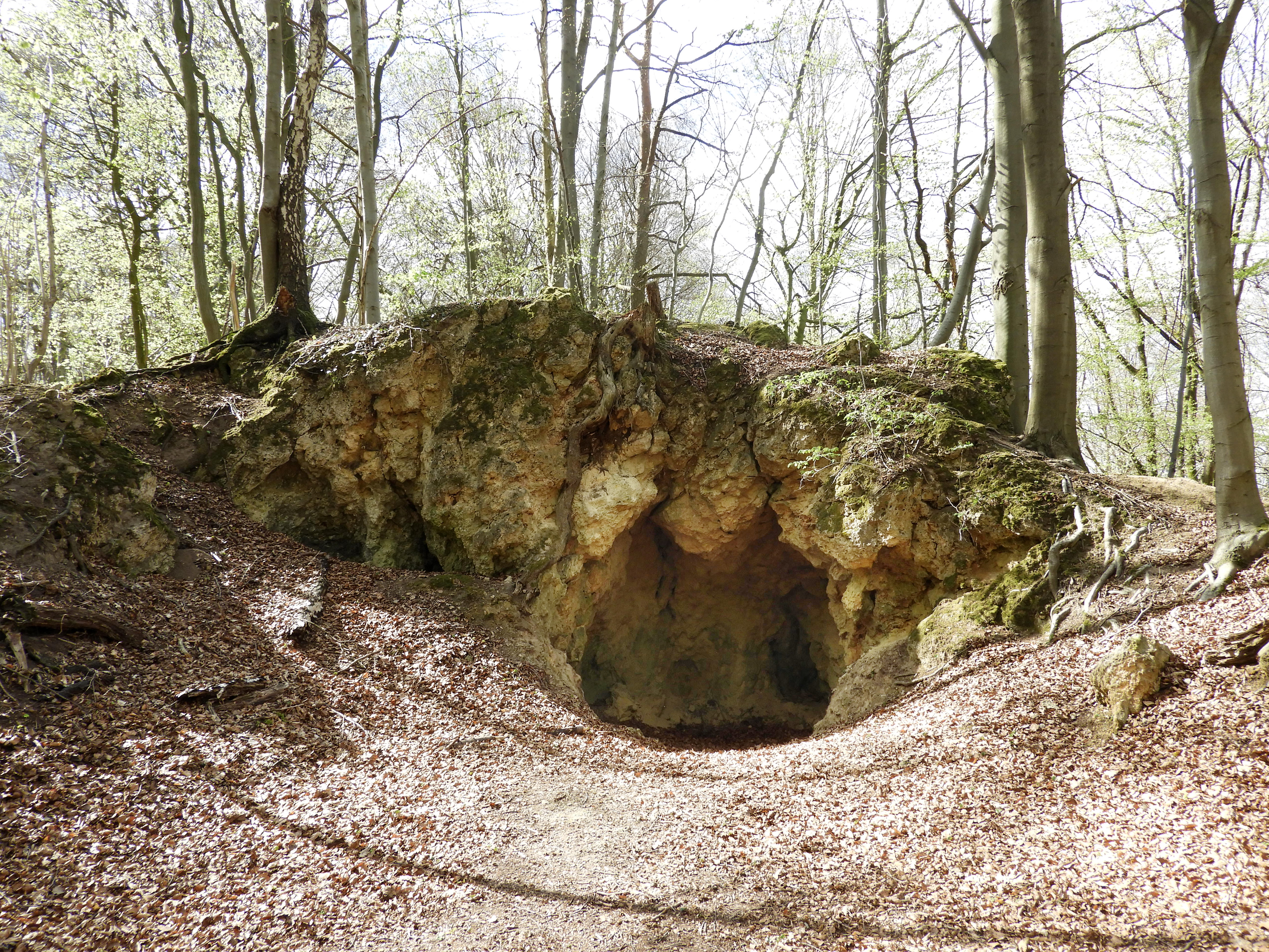
Der Dolomitrücken mit Knots Keller

Knots Keller ist eine knapp drei Meter breite und rund zwei Meter hohe Spaltenhöhle in einem Dolomitrücken im Stölzinger Gebirge. Die eher ungewöhnliche Bezeichnung soll der Ort, erklärt eine Infotafel am Geotop, der Verankerung eines Baums im Boden verdanken: „Knots“ sei ein üblicher Begriff in der Gegend für die Verwachsung einer Wurzel im Kalkfelsen und diese, zusammen mit Höhle, die in Keller umbenannt wurde, ergebe den heutigen Namen. Die Höhle ist eine von 120 Geotopen im Werra-Meißner-Bergland, die das Hessische Landesamt für Naturschutz, Umwelt und Geologie (HLNUG) erfasst, beschrieben und bewertet hat.

## Lage
Etwa zweihundert Meter südöstlich des Aussichtsturms auf dem 445 Meter hohen Ziegenküppel liegt Knots Keller am Premiumweg P17 Waldkappeler Berge des „Geo-Naturparks Frau-Holle-Land“ im nordhessischen Werra-Meißner-Kreis. Im Gipfelbereich des Ziegenküppels treffen die Gemarkungen des Sontraer Stadtteils Thurnhosbach und die der Ortsteile Rechtebach und Burghofen der Stadt Waldkappel aufeinander.
In der naturräumlichen Gliederung Deutschlands des Instituts für Landeskunde Bad Godesberg wird die Landschaft dem östlichen Bereich des Hosbach-Sontra-Berglands (357.90) zugeordnet. Nördlich und westlich grenzen der Schemmerbachgrund (357.32) und südlich das Sontraer Land (357.31) an. Sie sind Teileinheiten des Fulda-Werra-Berglands (357) in der Haupteinheitengruppe des Osthessischen Berglands.

## Geologie

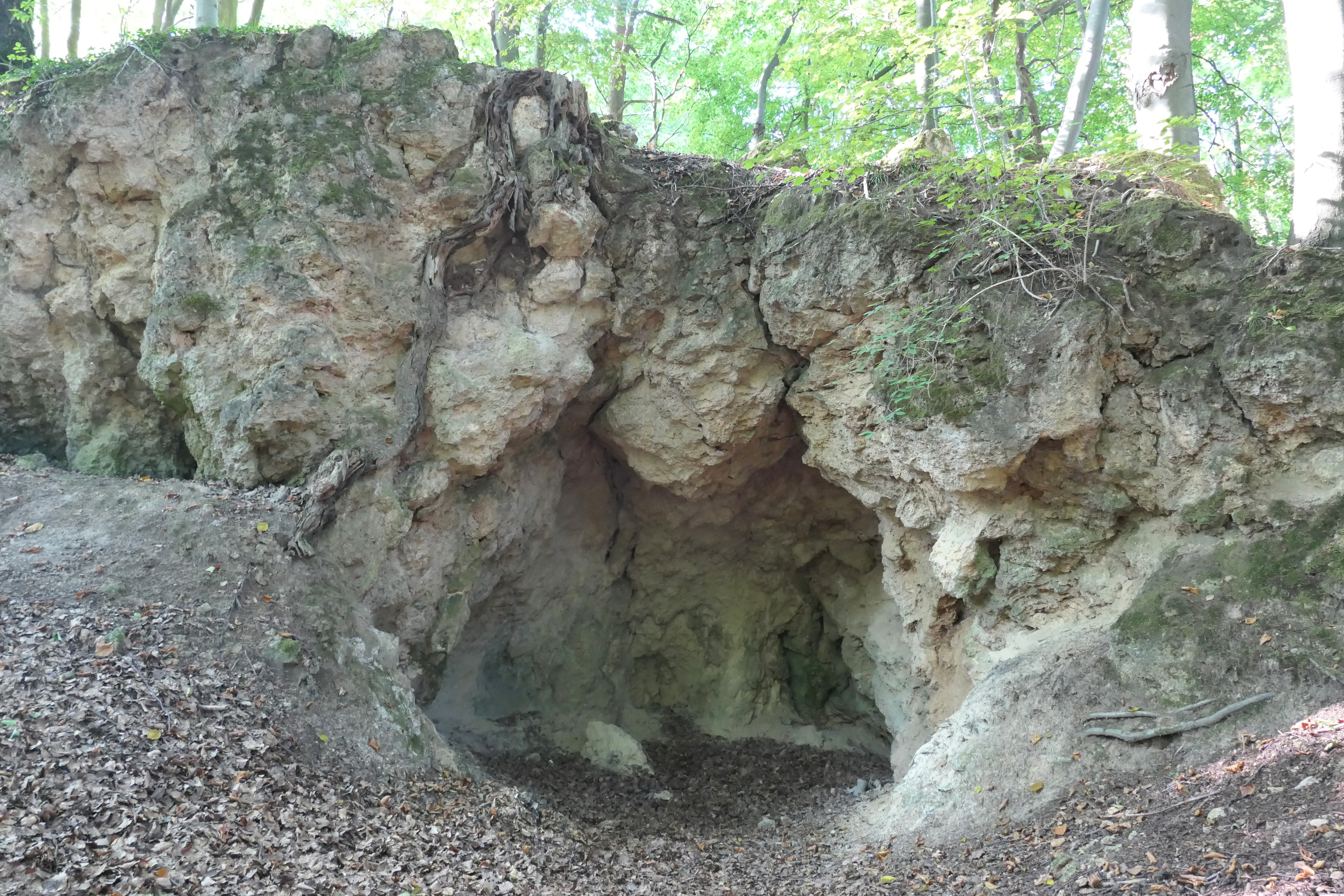
Blick in die Höhle

Knots Keller befindet sich im Bereich einer tektonischen Bruchzone, in der es zu Absenkungen und Aufwölbungen ganzer Gesteinsformationen kam. In dem in der Gegend vorherrschenden Buntsandstein liegt der Ziegenküppel als eine Erhebung aus Muschelkalk. Darin eingefügt ist der mehr als vier Meter breite Rücken mit Knots Keller, der aus dem gelblich-grauen Hauptdolomit des wesentlich älteren Zechstein besteht. Der Zechstein bildete sich vor über 250 Millionen Jahren aus marinen Sedimenten in dem Meer, das von Norden kommend bis in das südliche Hessen vorgedrungen war. In Millionen von Jahren entstanden durch Hebungs- und Senkungsvorgänge in diesem Zechsteinmeer mit seinem sich immer wieder verändernden Wasserstand flache Senken. Hier bildeten sich bei höherem Meeresspiegel Kalke und Dolomite. Verdunstete das Wasser in dem damals trockenen, heißen Klima, wurden Gipse und Salze abgeschieden. 
Funde fossiler Muschelschalen lassen noch erkennen, dass sich Knots Keller aus dem Sedimentgestein des Meeres zusammensetzt. Das löchrig-poröse Aussehen und die Höhlenbildung entstanden durch die Auslaugung von Gipsen, die sich bei der Entstehung des Dolomits gebildet hatten.

## Besucherhinweis
- Zu Knots Keller und dem Aussichtsturm auf dem Ziegenküppel führt von Waldkappel auf teilweise schmalen Waldpfaden der Premiumwanderweg P17 des Geo-Naturparks Frau-Holle-Land. Die rund achtzehn Kilometer lange Tour, die über drei beschilderte Wege abgekürzt werden kann, wurde mit dem Wandersiegel des Deutschen Wanderinstituts ausgezeichnet. Wegen der Länge und einiger steilen Anstiege ist der Rundweg als anspruchsvoll eingestuft worden.[5]
- Auf dem Ziegenküppel lohnt eine Besteigung des rund zwölf Meter hohen Aussichtsturms, der einen weiten Rundblick bietet. Das Bauwerk des Heimat- und Verkehrsvereins Burghofen und auch die Schutzhütte im Turm sind frei zugänglich.[6]